# Lloyd-Addo Kuffour
Lloyd-Addo Kuffour (* 22. Mai 2002 in Hannover) ist ein deutscher Fußballspieler.

## Karriere

### Verein
Kuffour begann seine Karriere bei Hannover 96. Zur Saison 2016/17 wechselte er in die Jugend von Borussia Dortmund, in der er bis zur U-19 spielte. Nach der Saison 2020/21 verließ er Dortmund. Nach mehreren Monaten ohne Verein schloss er sich im Oktober 2021 Regionalligist FSV Optik Rathenow an. Für Rathenow kam er zu 18 Einsätzen in der Regionalliga Nordost, aus der er mit dem Verein aber abstieg.
Zur Saison 2022/23 wechselte Kuffour daraufhin zu Regionalligist TSV Steinbach Haiger. Bei Steinbach konnte er sich aber nicht durchsetzen, zweimal kam er für die Hessen in der Regionalliga Südwest zum Zug. Im Januar 2023 wechselte er dann weiter in die Regionalliga West zu Rot Weiss Ahlen. Für Ahlen kam er viermal zum Einsatz.
Zur Saison 2023/24 wechselte Kuffour wieder in die Regionalliga Nordost, diesmal zum FSV Zwickau. Für Zwickau absolvierte er in zwei Saisonen 53 Regionalligapartien. Zur Saison 2025/26 schloss er sich dem österreichischen Zweitligisten SKU Amstetten an, bei dem er einen bis 2026 laufenden Vertrag erhielt. Sein Profidebüt in der 2. Liga gab er im August 2025, als er am zweiten Spieltag jener Saison gegen Admira Wacker in der 55. Minute für Joshua Steiger eingewechselt wurde.

### Nationalmannschaft
Kuffour spielte 2017 dreimal für deutsche Jugendnationalauswahlen.